# Kępsko (województwo lubuskie)
Kępsko (niem. Schönborn) – wieś w Polsce położona w województwie lubuskim, w powiecie świebodzińskim, w gminie Świebodzin.
W latach 1975–1998 miejscowość administracyjnie należała do województwa zielonogórskiego.

## Historia
Pierwsza wzmianka o wsi pochodzi z 1320 roku i mówi o darowaniu wsi Schonenburn przez rycerza Dragonusa dla cystersów z Paradyża. Nadanie zostało potwierdzone przez księcia głogowskiego Henryka IV Wiernego. W następnych wiekach cystersi sprzedają miejscowość dla rodu von Schlichting. W czasie wojny siedmioletniej Rosjanie spalili większość drewnianej zabudowy wsi, od tej pory osłabiona gospodarczo posiadłość przechodziła z rąk do rąk kolejnych właścicieli. Od 1840 roku Kępsko należało do rodziny Schulz, która doprowadziła do odbudowy i rozkwitu objęty majątek.

## Zabytki
Do wojewódzkiego rejestru zabytków wpisany jest:
- kościół ewangelicki, obecnie rzymskokatolicki filialny pod wezwaniem Niepokalanego Serca NMP, barokowy z 1737 roku, wieża z 1745 roku[6].